# Proclamas en la Revolución islámica en Irán

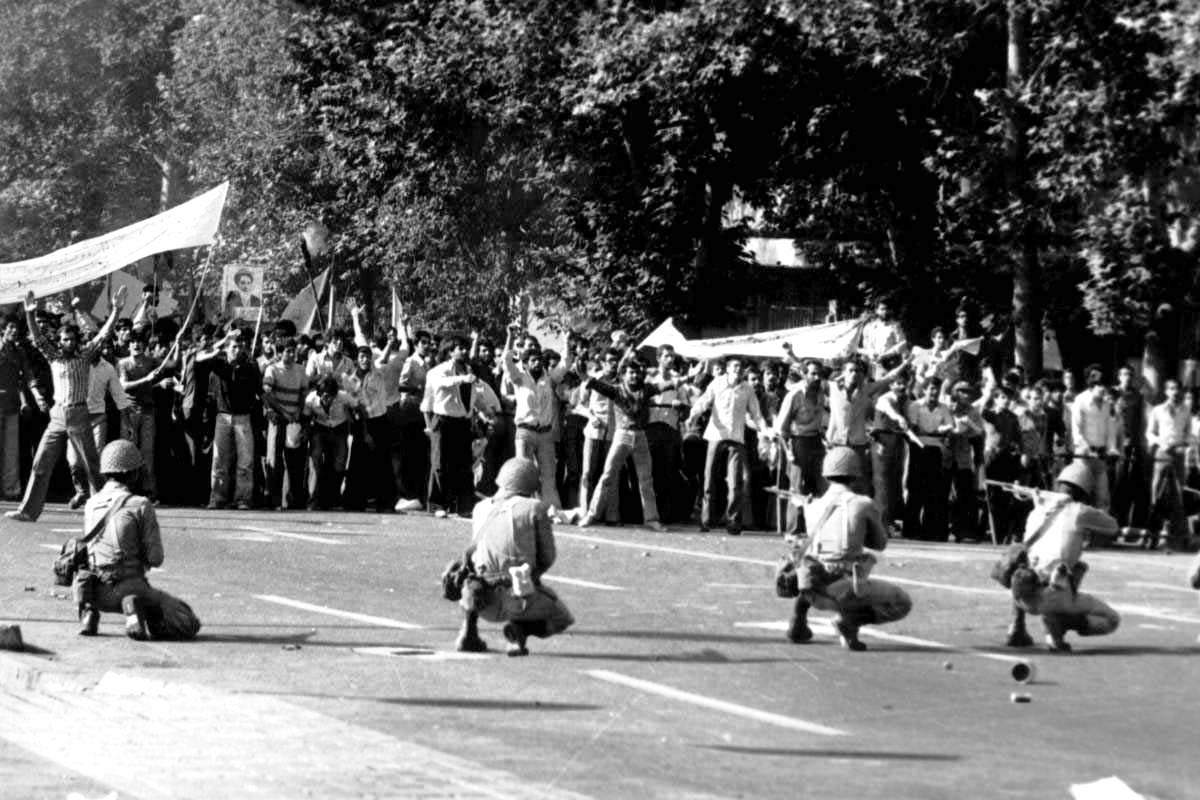
La revolución islámica de 1979, Proclamas contra armas.

Durante las manifestaciones y concentraciones en contra del régimen de los Pahlavi las personas soltaban lemas y proclamas en las que además de condenar a la monarquía servían de plataforma para dar cuenta de sus reivindicaciones. El número de estos lemas se fue multiplicando a medida que se acercaba más febrero de 1979.

## Proclamas famosas
Entre las proclamas que tuvieron más eco destacamos:
De rechazo al sha y a la monarquía
- Muerte al sha
- Hasta que sha no sea amortajado, este país no será país
- El triunfo es de Dios y la victoria está cerca, muerte a esta monarquía embustera
- El sha comete crímenes, y Carter lo apoya

De aclamación a Jomeini como líder
- Dios es el Más Grande, y Jomeini es nuestro líder
- Saludos a Jomeni, líder de los oprimidos
- Escrito con mi sangre, a mi vida renuncio, o muerte o Jomeini
- Jomeini, todos somos tus soldados, a tus órdenes nos ponemos, Jomeini

De identidad nacional
- Irán es nuestro país, Jomeini es nuestro líder
- Irán es nuestra patria, y su tierra es nuestro sudario